# Okada
Okada ist ein japanischer Familienname.

## Namensträger
- Okada Beisanjin (1744–1820), japanischer Maler
- Dai Okada (* 1985), japanischer Fußballspieler
- Daryn Okada (* 1960), US-amerikanischer Kameramann
- Eiji Okada (1920–1995), japanischer Schauspieler
- Fumiko Okada (1949–2005), japanische Manga-Zeichnerin
- Okada Hankō (1782–1846), Maler im Literaten-Stili
- Harumitsu Okada (* 1960), japanischer Radrennfahrer
- Hideki Okada (* 1958), japanischer Autorennfahrer
- Hiroshi Okada (* 1947), japanischer Abgeordneter
- Hirotaka Okada (* 1967), japanischer Judoka
- Okada Izō (1838–1865), japanischer Samurai
- John Okada (1923–1971), amerikanischer Schriftsteller
- Katsuya Okada (* 1953), japanischer Abgeordneter
- Kazuchika Okada (* 1987), japanischer Wrestler
- Kazuo Okada (* 1942), japanischer Unternehmer
- Keiju Okada (* 1995), japanischer Segler
- Okada Keisuke (1868–1952), japanischer Premierminister und Admiral
- Kenzo Okada (1902–1982), amerikanischer Maler
- Kōtama Okada (1901–1974), japanischer Religionsgründer (bürgerlicher Name: Yoshikazu Okada)
- Kumiko Okada (* 1991), japanische Leichtathletin
- Mari Okada (* 1976), japanische Drehbuchautorin
- Mariko Okada (* 1933), japanische Schauspielerin
- Masayoshi Okada (* 1958), japanischer Fußballschiedsrichter
- Masumi Okada (1935–2006), japanischer Schauspieler
- Mei Okada (* 1996), japanische Seiyū und Idol
- Okada Mokichi (1882–1955), japanischer Religionsbegründer
- Naohiko Okada (* 1978), japanischer Fußballspieler
- Naoki Okada (* 1962), japanischer Abgeordneter
- Norihiro Okada (* 1947), japanischer Evolutionsbiologe
- Peter Takeo Okada (1941–2020), japanischer Geistlicher, Erzbischof von Tokio
- Rana Okada (* 1991), japanische Snowboarderin
- Rei Okada (* 2002), japanischer Fußballspieler
- Ryōta Okada (* 1988), japanischer Fußballspieler
- Ryū Okada (* 1984), japanischer Fußballspieler
- Ryūji Okada (* 1974), japanischer Fußballspieler
- Okada Saburōsuke (1869–1939), japanischer Maler
- Satoru Okada, japanischer Spieleentwickler
- Okada Shin’ichirō (1883–1932), japanischer Architekt
- Shinji Okada (* 1996), japanischer Fußballspieler
- Shōhei Okada (* 1989), japanischer Fußballspieler
- Tadayuki Okada (* 1967), japanischer Motorradrennfahrer
- Okada Takematsu (1874–1956), japanischer Meteorologe
- Takeshi Okada (* 1956), japanischer Fußball-Nationaltrainer
- Okada Tamechika (1823–1864), japanischer Maler
- Tesshin Okada († 2014), japanischer Boxer
- Tokindo Okada (1927–2017), japanischer Entwicklungsbiologe
- Toshiki Okada (* 1973), japanischer Dramatiker und Theaterleiter
- Tsutomu Okada (1948–2013), japanischer Jazzmusiker
- Yamato Okada (* 2001), japanischer Fußballspieler
- Okada Yoshio (1926–2002), japanischer Fußballspieler
- Yoshio Okada (Mediziner) (1928–2008), japanischer Mediziner und Zellbiologe
- Yūki Okada (Fußballspieler, 1983) (* 1983), japanischer Fußballspieler
- Yūki Okada (Fußballspieler, 1996) (* 1996), japanischer Fußballspieler
- Yukiko Okada (1967–1986), japanische Sängerin
- Yūsei Okada (* 1987), japanischer Fußballspieler